# Салгирна слобідка
Салгирна слобідка (крим. Salğır maallesı) — історична місцевість Сімферополя, в Залізничному районі міста, знаходиться від центру за Клінічним містечком.

## Опис

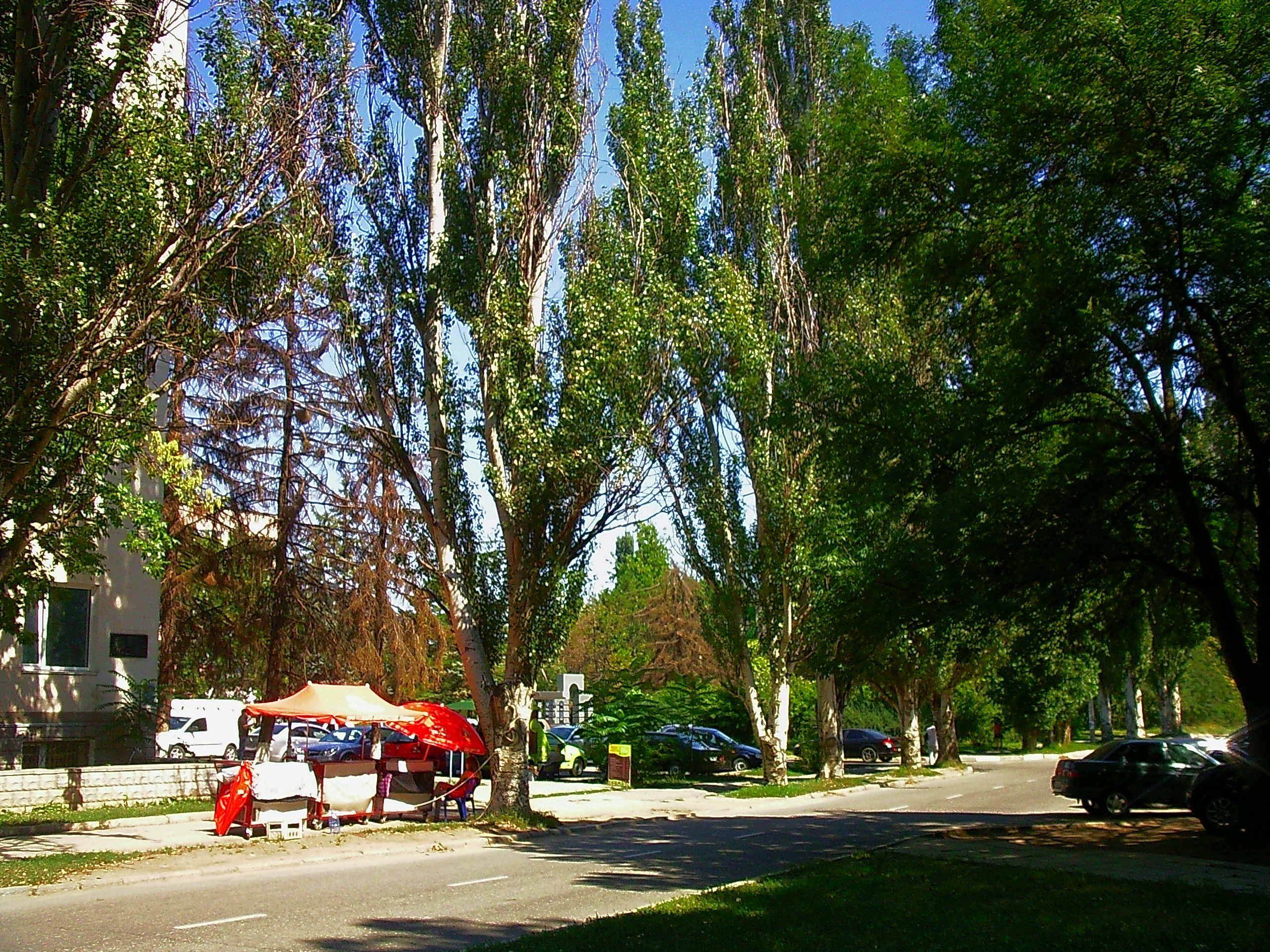
Вулица Павленко, 2012 рік

Знаходиться на північ від Клінічного містечка на лівому березі Салгиру, від якого й отримала свою назву.
Основні вулиці: Річкова, Павленка, Обхідний перевулок.
Зараз на території знаходиться Апеляційний суд Автономної Республіки Крим, Сімферопольський РВ національної поліції України в АР Крим, багатоповерхівки.

## Історія

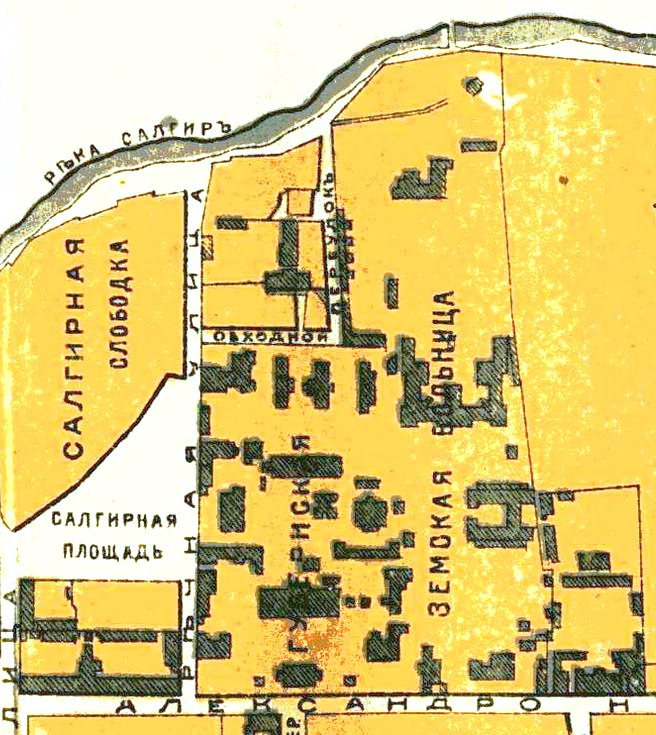
1914 рік. Салгирна слобідка на плані Сімферополя.

Салгирна слобідка почала забудовуватися після відкриття залізничної станції, що призвело до розвитку міста у західному напрямку. Спочатку в обхід закону, потім і за законом тут з'являються дачі та маєтки, що спеціалізуються на вирощуванні овочів та фруктів. Особливо швидко цей район став розвиватися після того, як у 1897 році цар затвердив проєкт включення його до межі міста.
В районі сучасного Дитячого садочка № 4 розташовувалася Салгирна площа.
За губернською лікарнею у Салгирній слобідці було відкрито один з міських водорозборів.